# Baxoila Ling
Baxoila Ling är en bergskedja i Kina. Den ligger i den autonoma regionen Tibet, i den sydvästra delen av landet, omkring 650 kilometer öster om regionhuvudstaden Lhasa.
Genomsnittlig årsnederbörd är 1 132 millimeter. Den regnigaste månaden är juli, med i genomsnitt 200 mm nederbörd, och den torraste är december, med 4 mm nederbörd.